# Glacier des Diablerets
Glacier des Diablerets – lodowiec o powierzchni ok. 1 km².
Lodowiec położony jest w górach Les Diablerets w Alpach Berneńskich w kantonie Valais w Szwajcarii.